# NGC 2301
NGC 2301 ist ein offener Sternhaufen vom Typ I3m und liegt im Sternbild Einhorn südlich der Ekliptik. Er hat eine Winkelausdehnung von 15,0' und eine scheinbare Helligkeit von 6,0 mag. Er ist rund 2800 Lichtjahre vom Sonnensystem entfernt und hat ein Alter von schätzungsweise 150–200 Millionen Jahren.

Die Mitte Haufens enthält die meisten Sterne unter anderem den Doppelstern h 740
Das Objekt wurde am 27. Dezember 1786 von William Herschel entdeckt.